# Cmentarz żydowski w Besançon

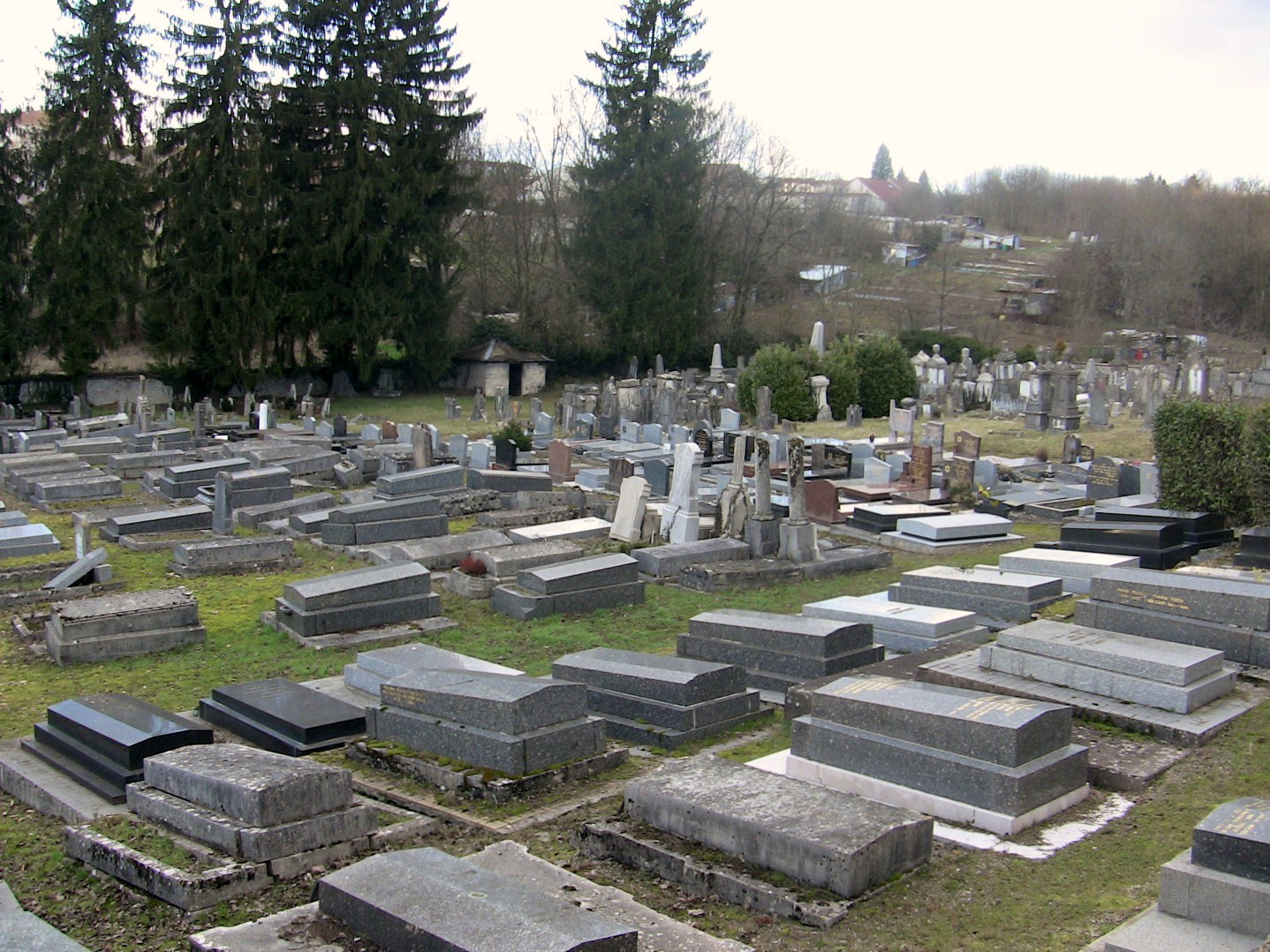
Przegląd Cmentarz

Cmentarz żydowski w Besançon – cmentarz gminy żydowskiej w Besançonie, największy kirkut w Franche-Comté.

## Historia
Cmentarz został otwarty w 1796 r. i rozbudowany w 1839 r. Obecnie na cmentarzu znajduje się 500–1000 grobów na powierzchni 700 m² .

## Zdjęcia

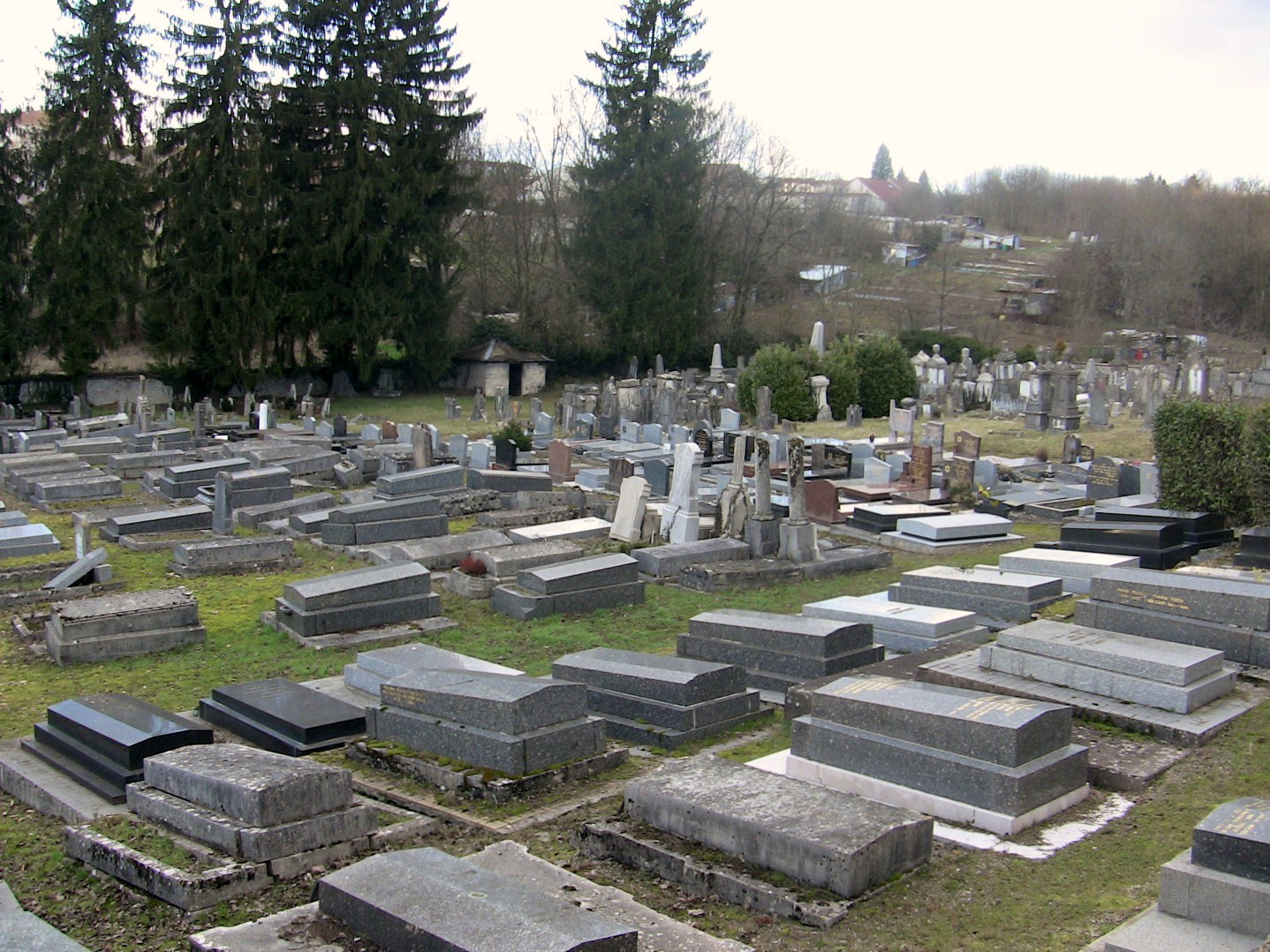
Widok cmentarza.
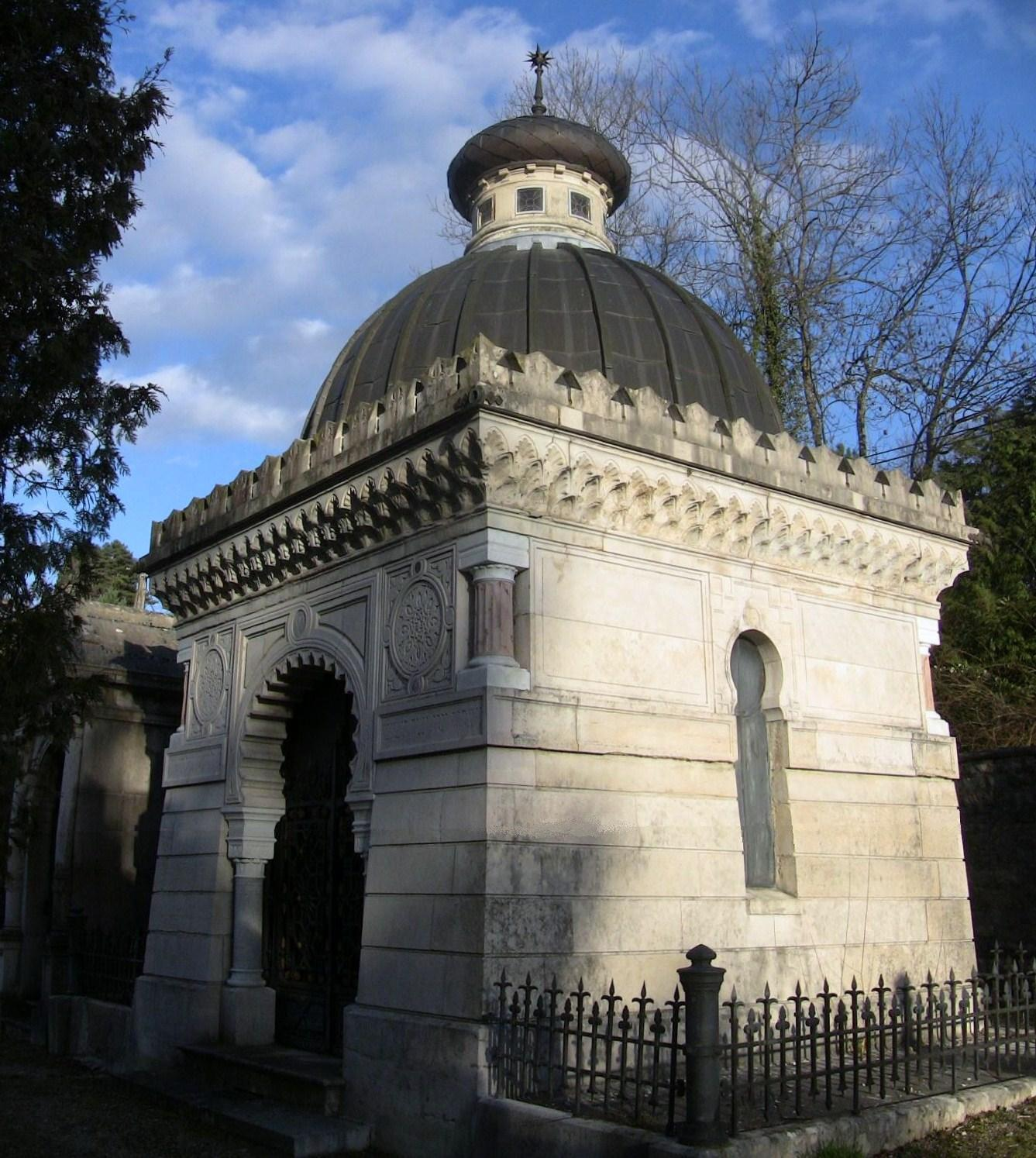
Mauzoleum.
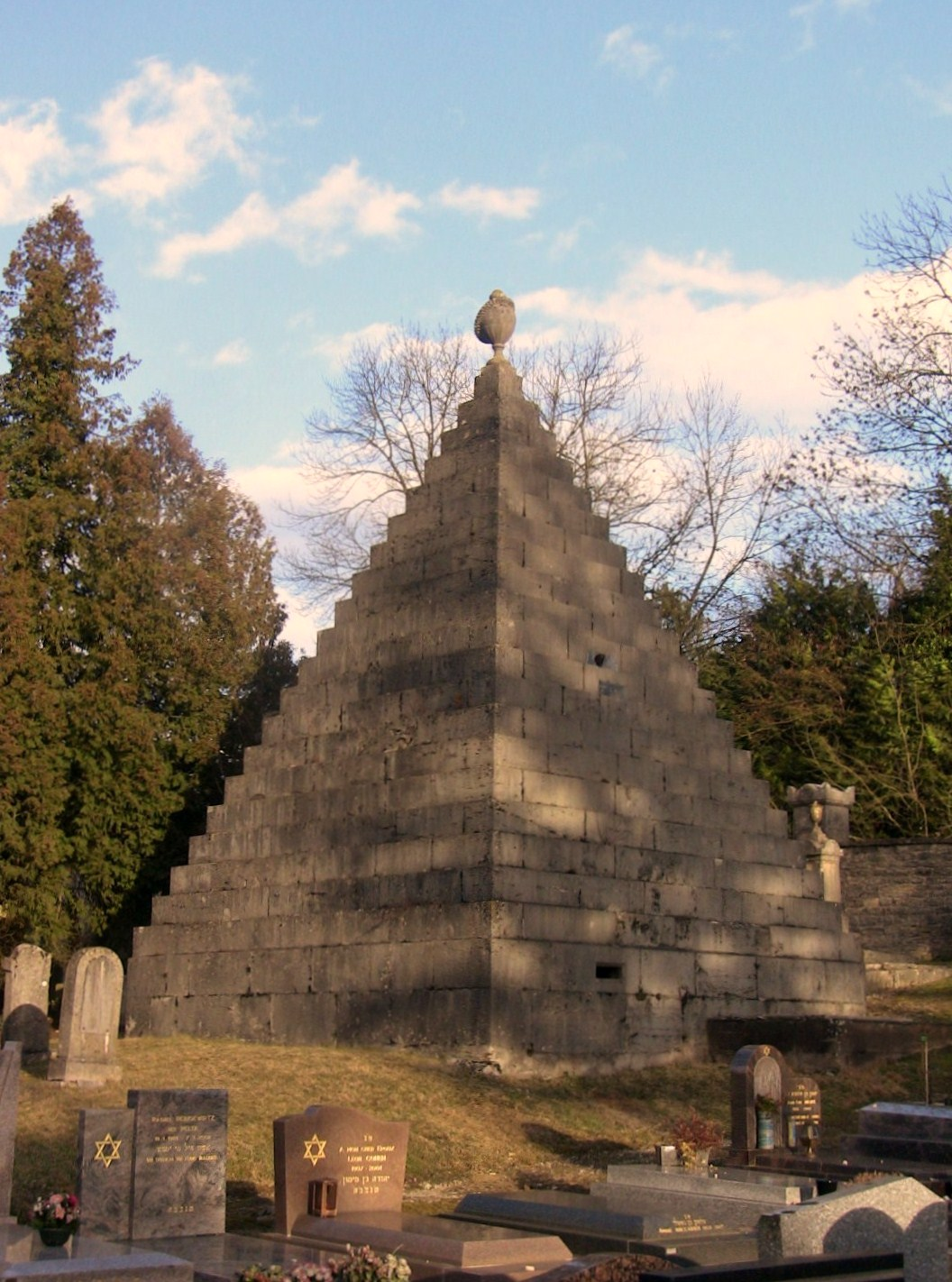
Grób w kształcie piramidy.
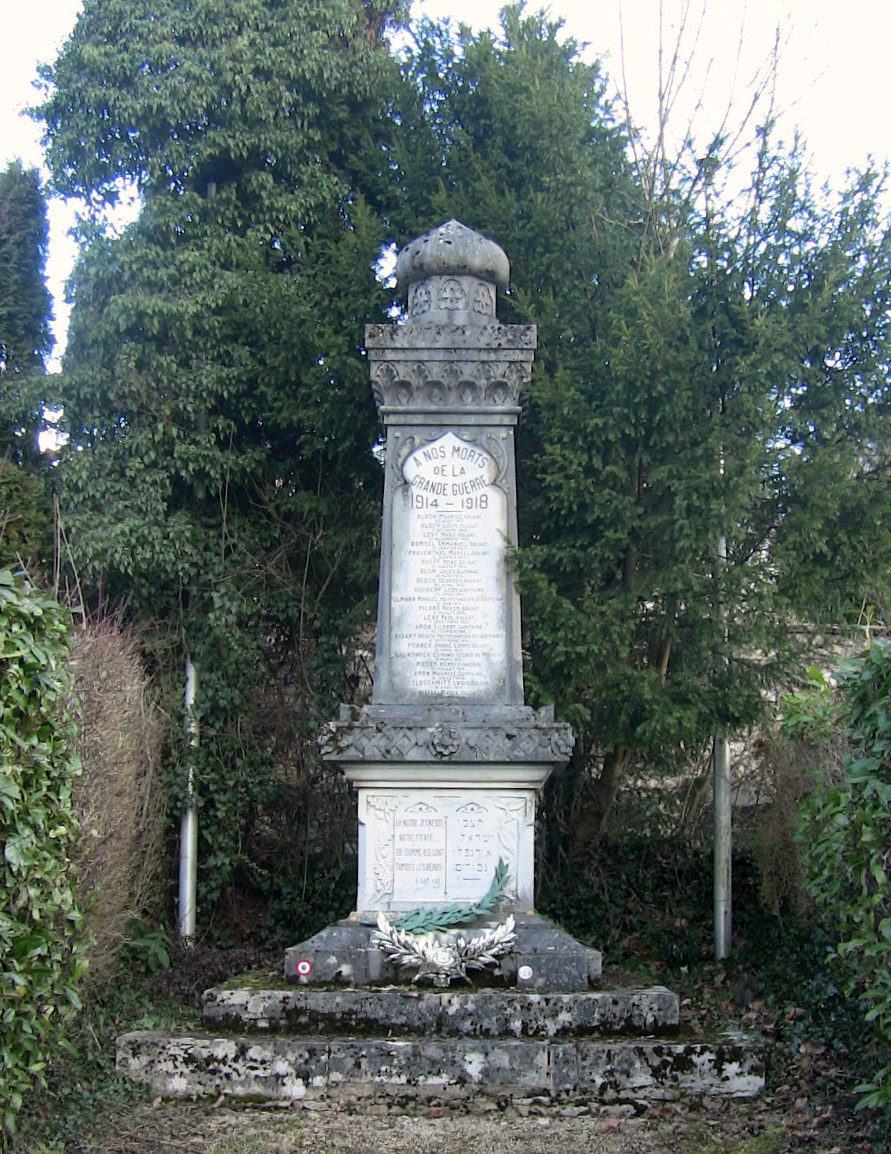
Pomnik upamiętniający Żydów, którzy zginęli w czasie I wojny światowej.
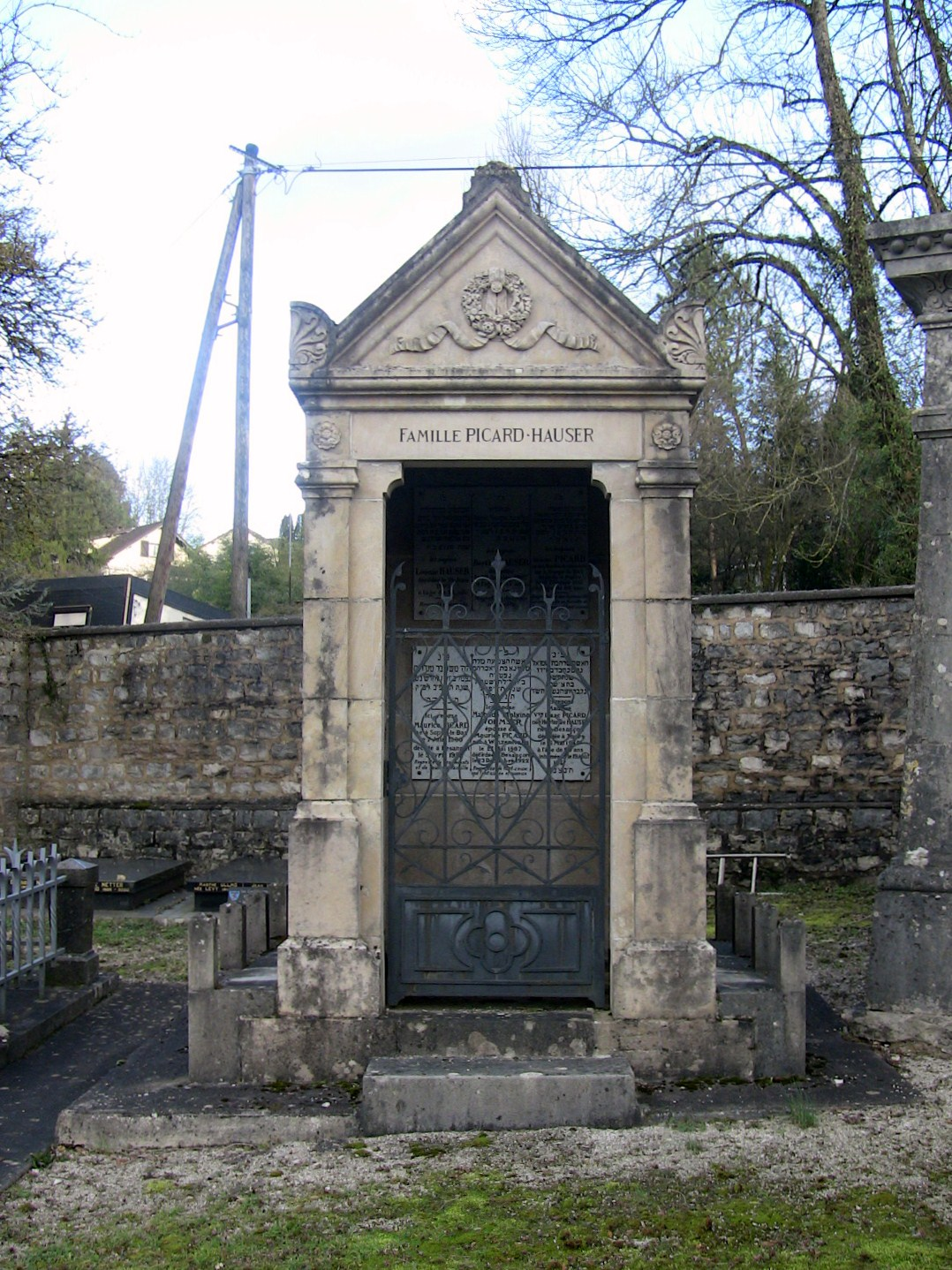
Grób rodziny Picard-Hauser.
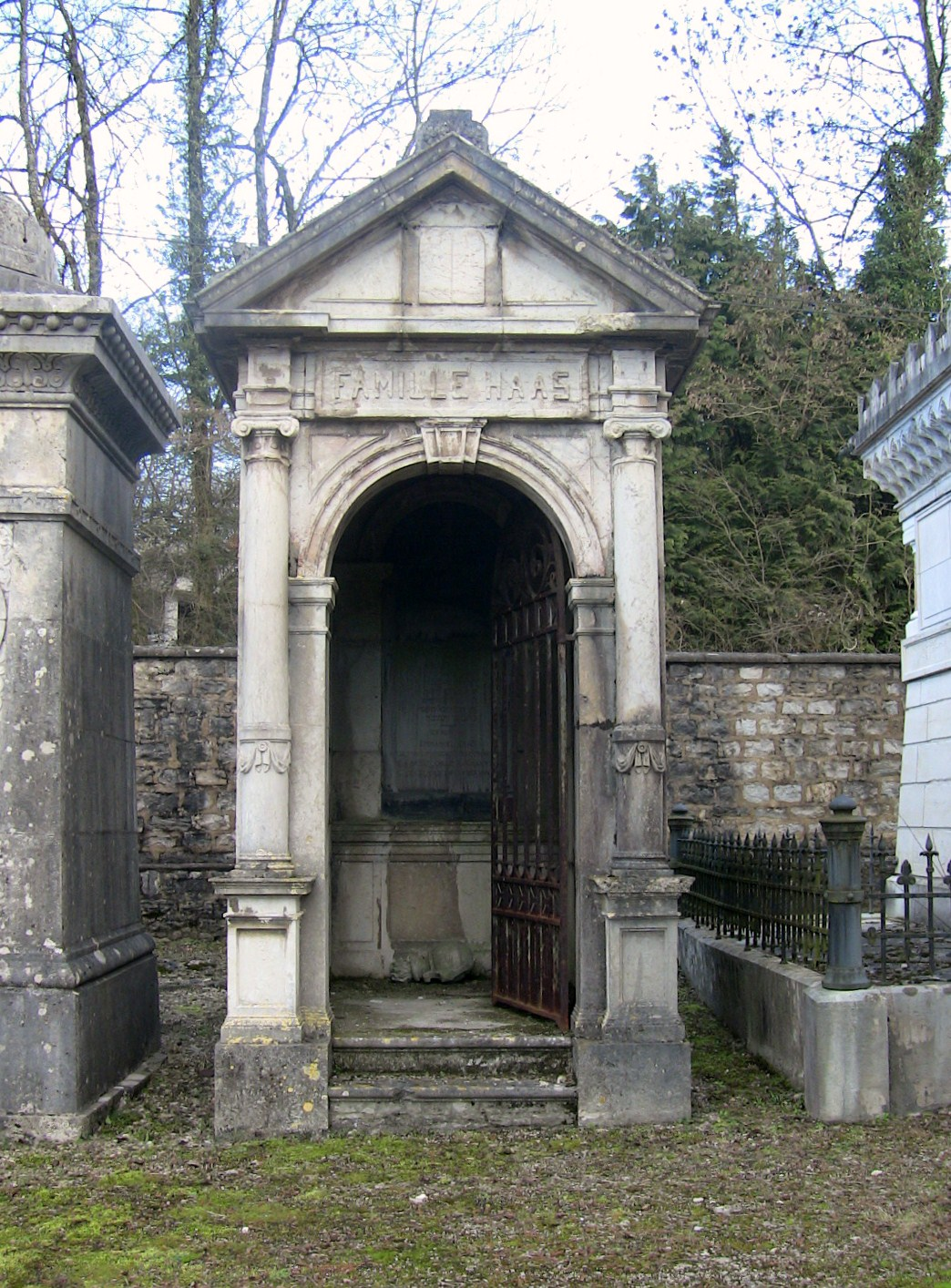
Grób rodziny Haas.
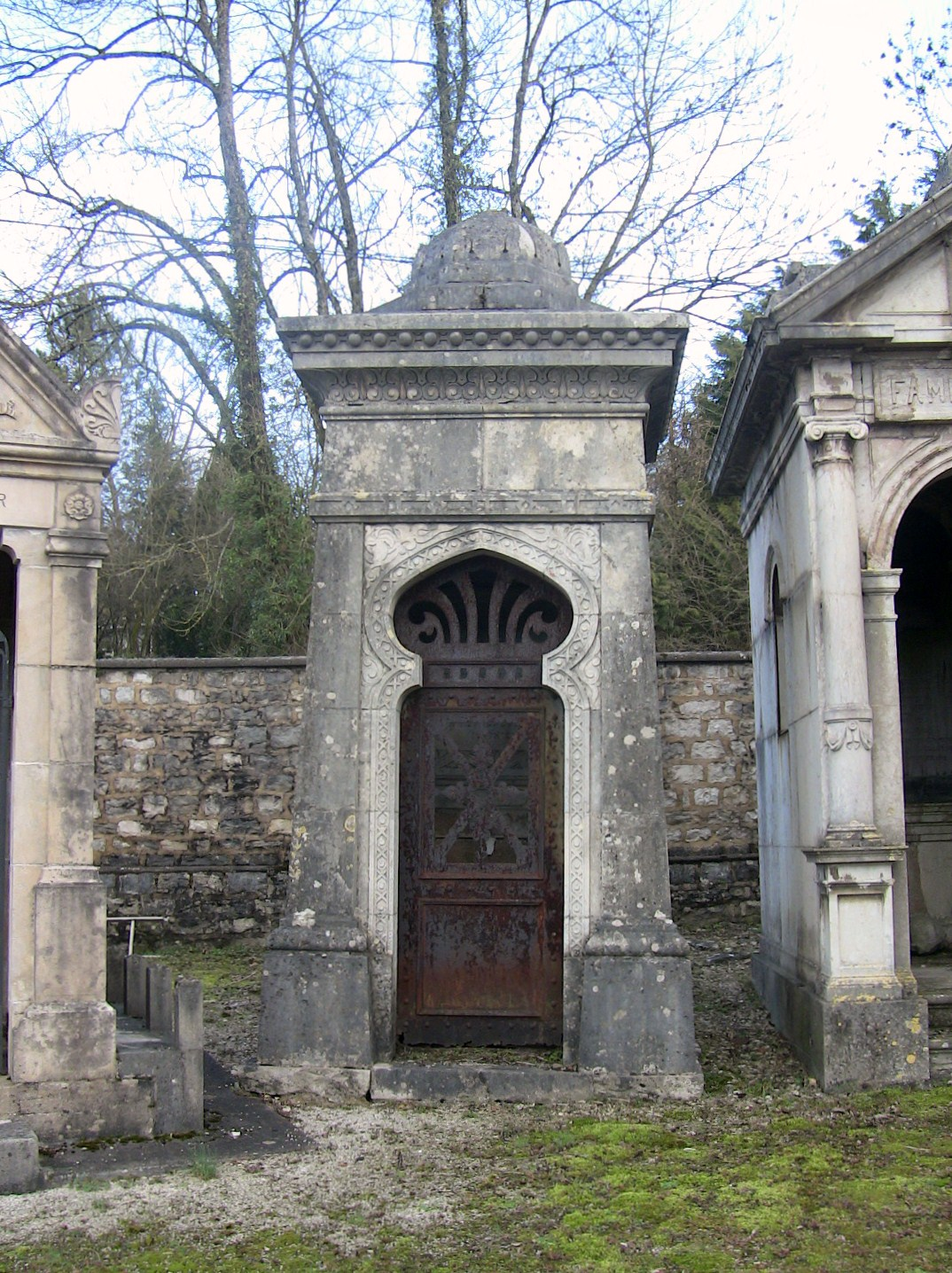
Nagrobek.
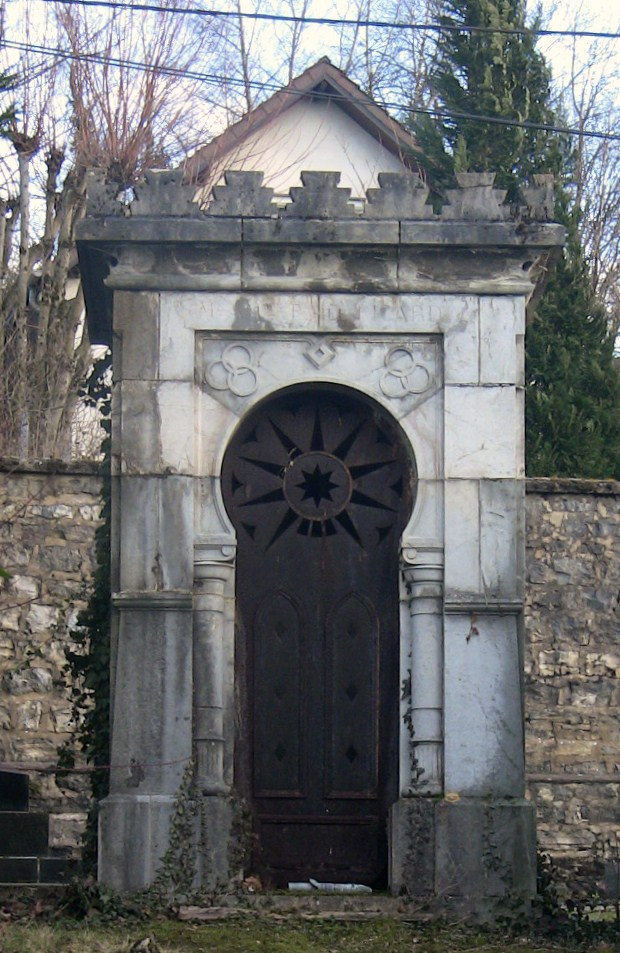
Nagrobek.